# Тригидрид самария
Тригидри́д сама́рия — бинарное неорганическое соединение
самария и водорода
с формулой SmH3,
чёрные или серые кристаллы.

## Получение
- Самарий реагирует с водородом при нагревании:

{\displaystyle {\mathsf {2Sm+3H_{2}\ {\xrightarrow {500-600^{o}C}}\ 2SmH_{3}}}}

## Физические свойства
Тригидрид самария образует кристаллы
гексагональной сингонии, параметры ячейки a = 0,3782 нм, c = 0,6779 нм, Z = 2
.